# El mirall (pel·lícula)
El mirall (títol en gallec: O espello; títol en castellà: El espejo) és un telefilm galaicocatalà de misteri i terror psicològic de 2008 dirigit per Álex Sampayo i protagonitzat per Leticia Dolera, Núria Prims i Pedro Alonso. Va ser el primer llargmetratge de Sampayo, que fins aleshores només havia dirigit curtmetratges, que va fer el salt al cinema el 2014 amb Schimbare. Es tracta de la segona part de la trilogia A sombra do misterio.
La pel·lícula va competir en diversos festivals de cinema i de televisió, com el de Cinema Fantàstic de Sitges, el FANT de Bilbao i el Festival TV-Málaga.

## Argument
Sonia (Leticia Dolera) i Álvaro (Pedro Alonso) són enmig d'una profunda crisi matrimonial. S'acaben de traslladar a viure a la ciutat, on ell ha aconseguit una bona feina. En una subhasta, Sonia adquireix un mirall antic provinent d'un hotel de la ciutat; aquest, però, no només li mostra el seu reflex sinó que també li permet veure l'habitació de l'hotel de la qual formava part i, de retruc, Sonia presencia les imatges de l'horrible assassinat d'una criada que va tenir lloc a l'estança als anys setanta. Amb la seva vida convertida en un autèntic malson, la protagonista intentarà discernir si tot plegat és real o bé fruit de la seva imaginació.

## Repartiment
- Leticia Dolera com a Sonia
- Núria Prims com a Montse
- Pedro Alonso com a Álvaro
- Xosé Manuel Olveira com a Ricardo
- Jaume Garcia Arija com a assassí
- Tamara Canosa com a criada
- Miquel Gelabert com a Manuel
- Jaume Ulled com a Manuel jove
- Àngels Poch com a Carmen
- Jordi Rico com a executiu
- Carme Capdet com a subhastadora
- Joan Massotkleiner com a Ricardo (veu en català)

## Producció
La idea original per a aquesta història va sorgir a partir d'una anècdota que va viure un dels productors durant una estada en un hotel de l'Índia, en la qual una dona que s'hi allotjava «va exigir que traguessin un mirall de l'habitació, perquè va dir que veia coses estranyes. Després es van assabentar que en aquella habitació hi havia hagut un assassinat.» Sampayo, que ha parlat de la gran influència que Hitchcock ha exercit en ell, es va valer de «molts referents», principalment a l'hora de crear tant el suspens com el personatge principal, i va explicar que, ja que es tractava d'un telefilm i no d'un llargmetratge per al cinema, va haver d'afegir altres elements «purament televisius» com la relació sentimental de Sonia i Álvaro i apropar la cinta cal al thriller en comptes de cap al terror.
El guió va anar a càrrec de Juan Vicente Pozuelo i Curro Royo, guionistes de Trece campanadas (2003), amb la col·laboració de Sampayo. El director de fotografia va ser Juan Hernández, i Xavier Font i Arturo Vaquero van ser els responsables de la música de la pel·lícula.
La pel·lícula és una producció entre les catalanes Televisió de Catalunya i Oberon Cinematográfica i les gallegues Televisió de Galícia i Continental Porducciones, amb la col·laboració del Departament de Cultura de la Generalitat de Catalunya i de la Xunta de Galicia. El mirall va comptar amb un pressupost de 905.000 €. El rodatge, que en principi havia de fer-se a Galícia amb actors gallecs, finalment va tenir lloc a Catalunya l'octubre de 2007.